# Geschichte der Stadt Perg

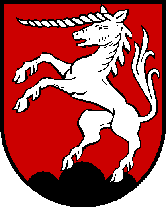
Wappen der Stadt Perg

Perg ist eine oberösterreichische Kleinstadt im Unteren Mühlviertel, deren Entwicklung eng mit der Geschichte des Machlandes, des Mühlviertels und des Landes Oberösterreich verbunden ist.
Die geschichtlichen Angaben betreffend Perg und Umgebung wurden bereits sehr umfassend aufgearbeitet und vom Heimatverein Perg im Heimathaus-Stadtmuseum für die Öffentlichkeit zugänglich gemacht. In zahlreichen Publikationen, Festschriften, Zeitungsartikeln wird ebenso auf das dort gesammelte Wissen zurückgegriffen wie in nachstehender Chronologie, die ausgehend von der Urzeit und Antike über das Mittelalter bis in die Neuzeit die wesentlichen Ereignisse aufzählt. Der Chronologie vorangestellt sind Verweise zu einzelnen Teilaspekten, die ausführlicher dargestellt wurden oder für die eigenen Hauptartikel erstellt wurden.

## Geschichte

### Urzeit, Antike

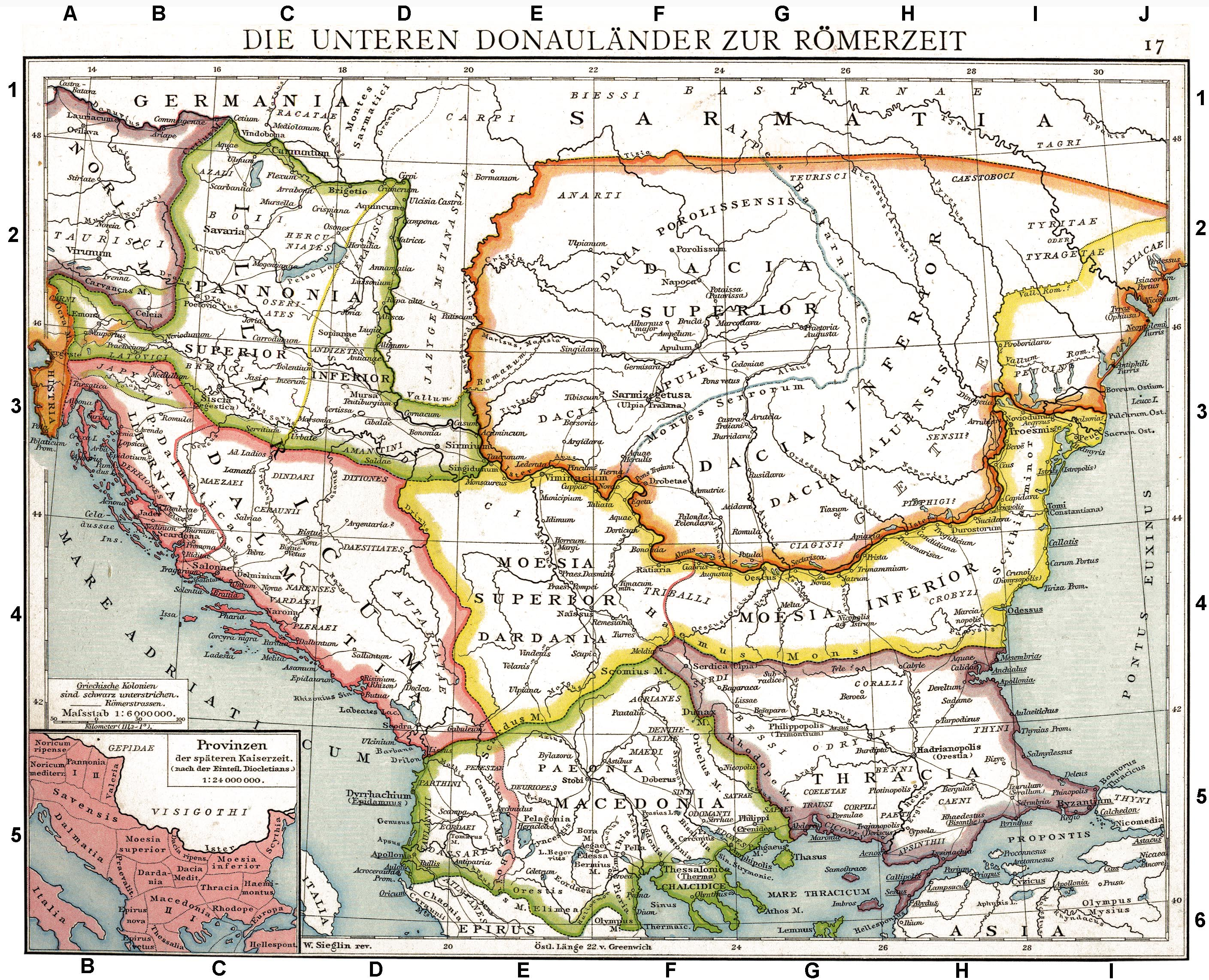
Illyricum – Die Unteren Donauländer zur Römerzeit: In der linken oberen Ecke sind die Donau (Danuvius), Ennsmündung (Anisus) und Lorch (Lauriacum) in der römischen Provinz Noricum erkennbar

In der Ortschaft Weinzierl wurde in den 1990er-Jahren eine eiszeitliche Jägerstation aus der späten Altsteinzeit (vor rund 30.000 Jahren, Aurignacien) festgemacht. Die Anwesenheit von Menschen in der Jungsteinzeit ist durch diverse Funde von Steinbeilen und deren Bruchstücke aus der Zeit zwischen 5000 und 1500 vor Christus in den Ortschaften Auhof, Dörfl, Lanzenberg, Lehenbrunn, Pergkirchen, Tobra und Weinzierl belegt.
Bedeutsam ist der Fund von Wohngruben und eines Töpferofens aus der Hallstattzeit (750 bis 450 vor Christus) auf dem Hausberg des Klammbauernhofes in der Ortschaft Auhof. Einige Jahrhunderte später, um 300 vor Christus, machten sich keltische Boier von Norden kommend, hier ansässig. Sie wurden um das Jahr 9 nach Christus durch die germanischen Markomannen aus Böhmen zur Donau gedrängt.
Während der Römerzeit (ab etwa 15 vor Christus) lag die Gegend um Perg nördlich der Nordgrenze der Provinz Noricum am Limes des Römischen Reiches, der damals in diesem Bereich von der Donau (Danuvius) gebildet wurde, innerhalb einer 7,5 Kilometer breiten Pufferzone zwischen Römern und Barbaren. Das römische Kleinkastell Adjuvense (Wallsee), die römische Militärlager, zunächst das Legionslager Albing bei St. Pantaleon (175 nach Christus), wenig später (190 nach Christus) Lauriacum (Enns/Lorch) und die Ennsmündung in die Donau (Anisus) lagen in Sichtweite (siehe auch Karte Illyricum – Die Unteren Donauländer zur Römerzeit). Fast wäre das östliche Mühlviertel Ende des 2. Jahrhunderts nach Christus ein Teil des Römischen Reichs geworden. Kaiser Mark Aurel wollte die Grenze durch Errichtung der nördlich der Donau gelegenen Provinz Markomannia sichern. Doch schloss sein Sohn Commodus Frieden mit den Markomannen und verzichtete auf die Gebietserweiterung. Die Römer musste schließlich die Lager und Kastelle im Alpenraum aufgeben. Einzige Funde aus der Römerzeit im Gemeindegebiet sind eine Großbronze des Kaisers Commodus (2. Jahrhundert nach Christus, gefunden zwischen Naarn und Perg) und drei Münzen (gefunden 1992 beim Straßenbau in der Ortschaft Pasching). Siedlungsspuren aus dieser Zeit sind auf dem Gebiet der Gemeinde Perg nicht nachweisbar.

### 6. bis. 8. Jahrhundert

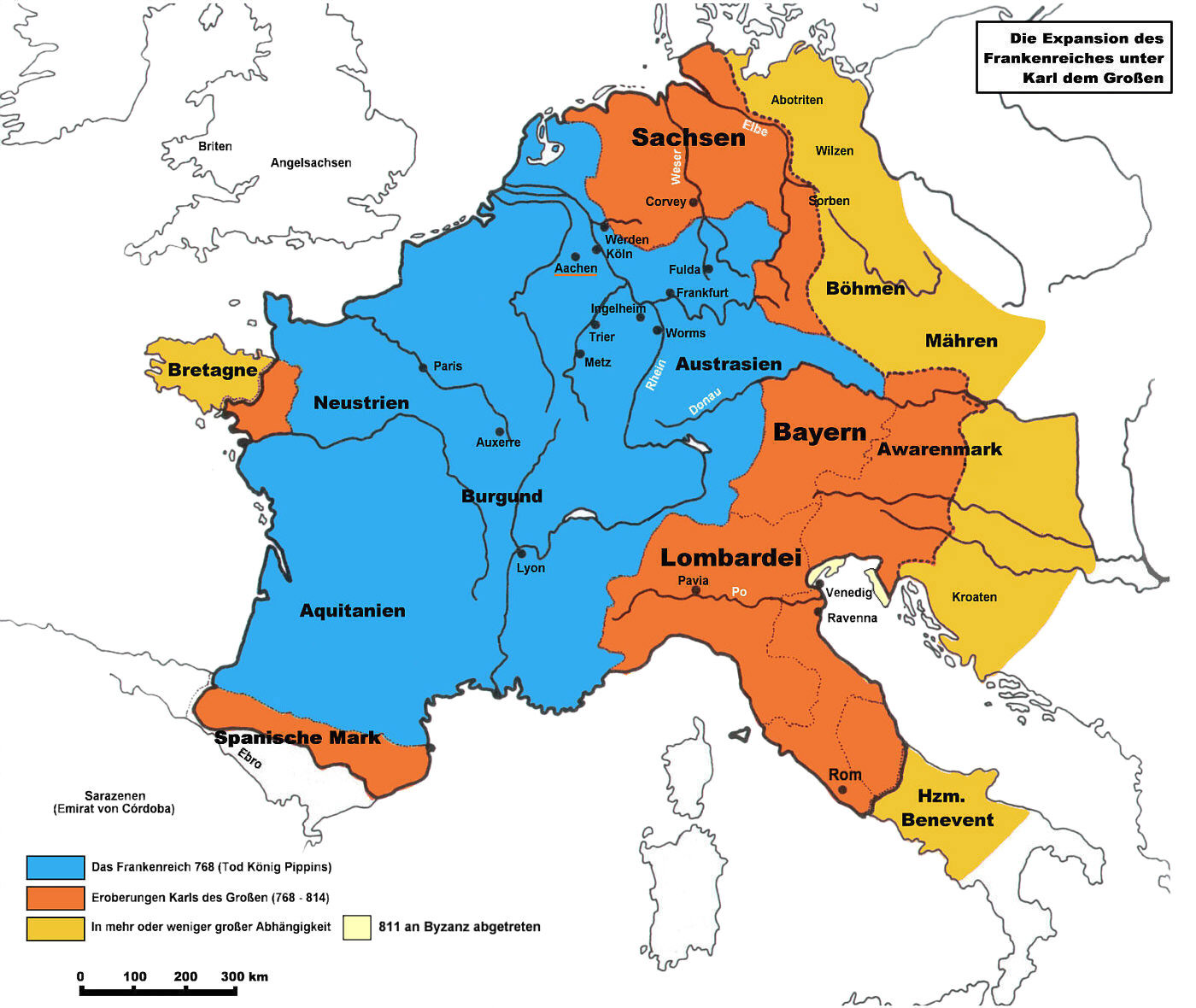
Awarenmark unter Kaiser Karl dem Großen

Besiedelung durch Slawen und Baiern
Nach der Völkerwanderungszeit lag das Gebiet um Perg im Grenzraum zu den Awaren, die immer wieder Raubzüge Richtung Westen unternahmen. In den Ebenen nördlich der Donau siedelten um das Jahr 600 Baiern aus dem Traungau und etwa 100 Jahre später Slawen. Beide Völker hinterließen Spuren in den Orts- und Hausbezeichnungen. Bis heute verwendete Namen wie Tobra (= Eichenwald), Preschnitzer (breza=Birke), auch Preschmitzer, geben davon Zeugnis für slawische Bezeichnungen, während sogenannte echte -ing-Namen auf einen bairischen Personennamen (z. B. Pasching von Pasko, Karlingberg von Karl) hinweisen. Auch Orts- und Hausnamen, die auf -hofen lauten sind bairischen Ursprungs (z. B. Aisthofen). Funde von Grabbeigaben wie zum Beispiel eine Kreuzfibel aus Bronze oder Broschen mit Heiligendarstellungen aus dem bei Auhof entdeckten Gräberfeld aus dem 7. und 8. Jahrhundert nach Christus belegen den in dieser Zeit dort erfolgten Übergang vom Heidentum zum Christentum. König Karl der Große führte 791 bis 796 Krieg gegen die Awaren und gründete als Bollwerk gegen die Awareneinfälle die erste oder karolingische Ostmark (Awarenmark), die nördlich der Donau bis zur Großen Mühl reichte, während sie nach Osten offen war. Das Land gehörte, soweit es noch nicht besiedelt war, dem späteren Kaiser, der es an Adelige, die ihm treue Dienste geleistet hatten, sowie an Kirchen und Klöster verlieh. Auf dem Gebiet der Gemeinde Perg sind aus dieser Kolonisationszeit die Errichtung von Herrenhöfen durch den Hochadel in Pergkirchen und Aisthofen zu vermuten, während sich im Umland besser gestellte Vasallen und Freibauern Sitze und Höfe errichteten (beispielsweise Lanzenberg, Hainbuchen, Klambauer, Heindelbauer, Aubauer, Aigner).

### 9. bis 12. Jahrhundert
Markgrafen und Schutzvögte, die Herren von Perg und Machland, Pfarrgründung in Pergkirchen

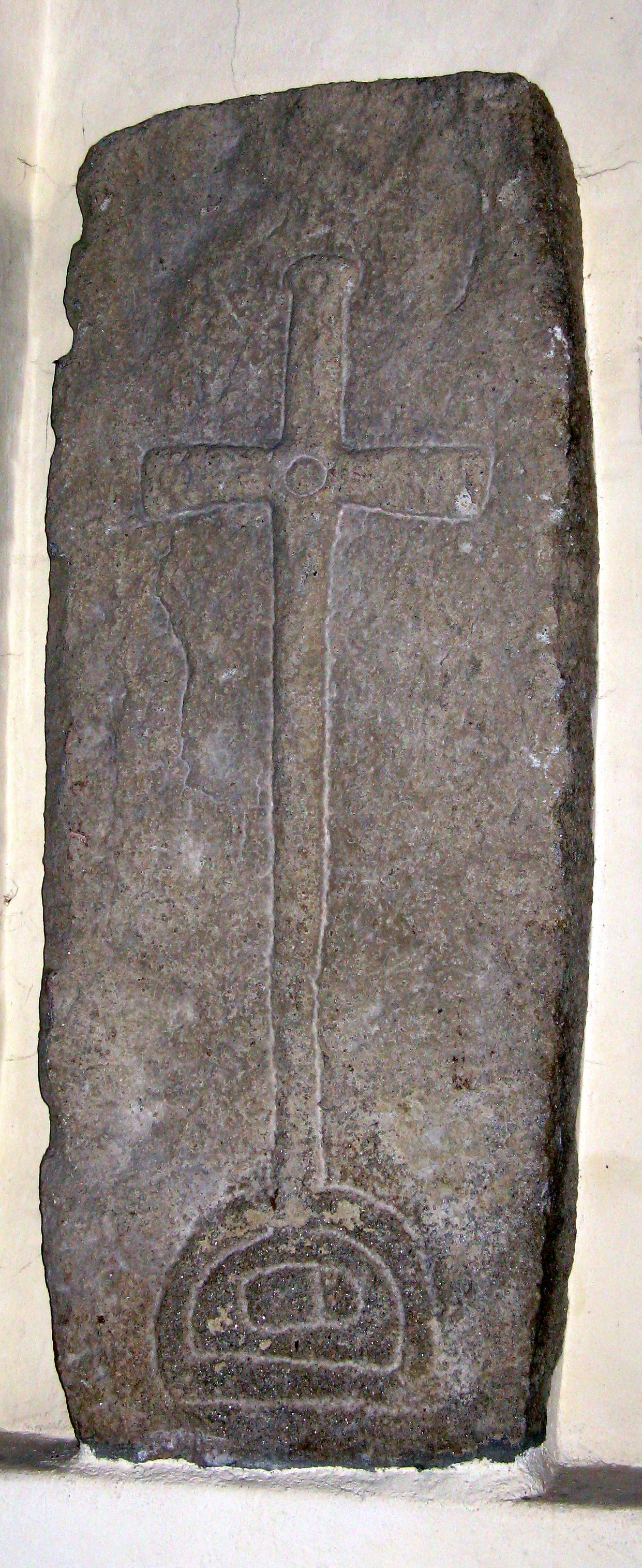
Grabplatte aus der Zeit der Herren von Perg

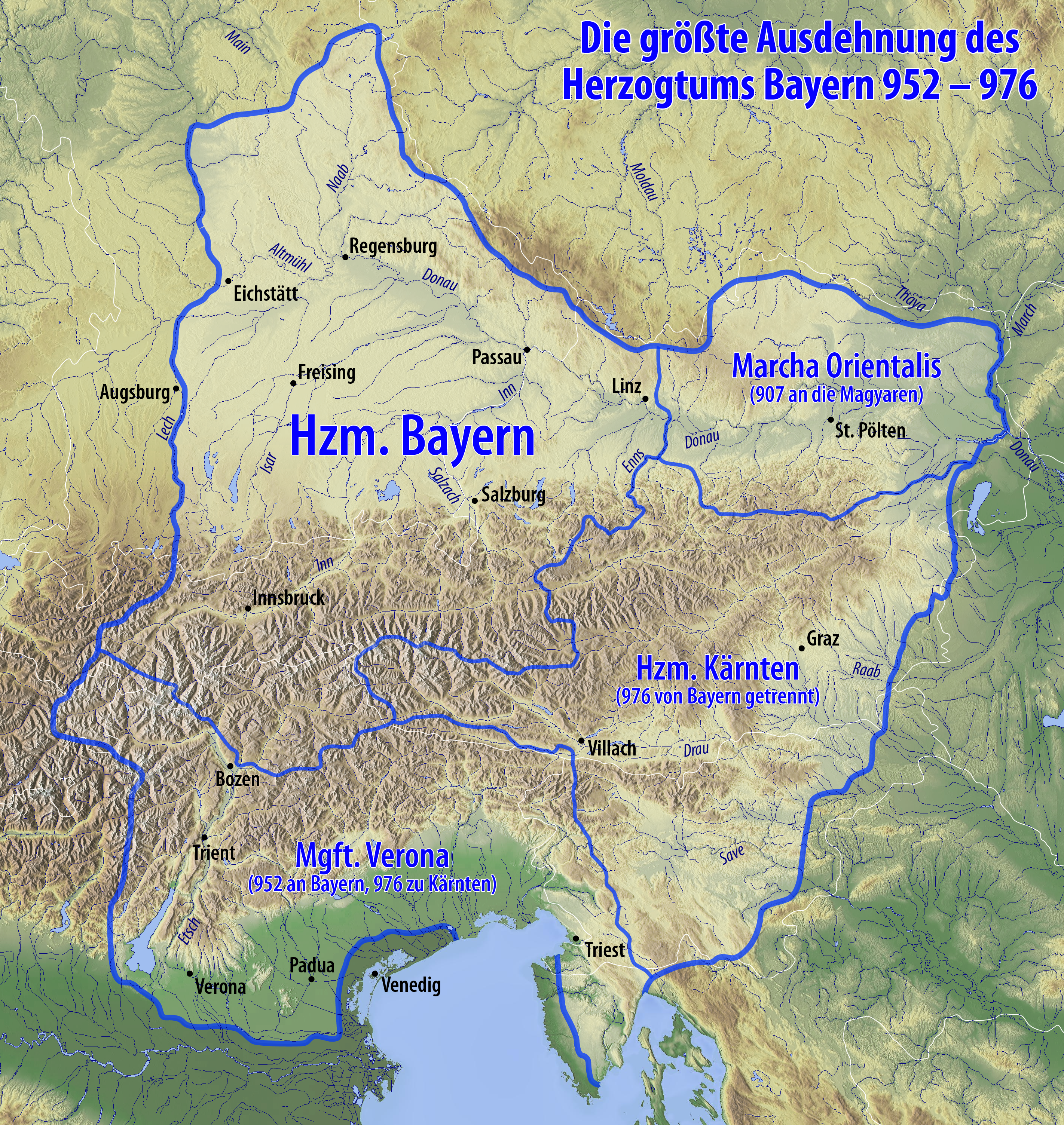
Bis 976 gehörte das österreichische Kernland zum Herzogtum Bayern

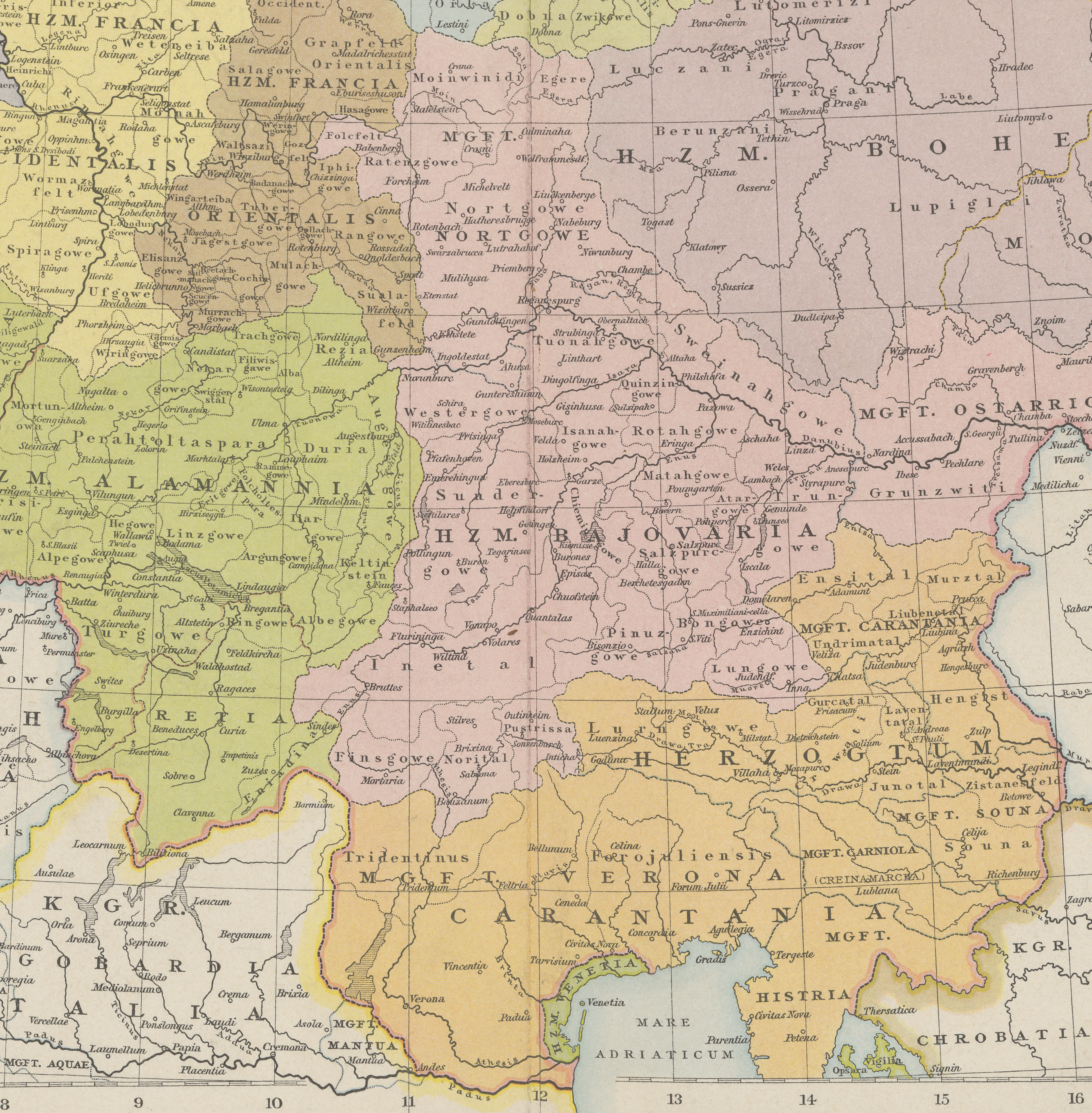
Markgrafschaft Ostarrichi ab 976, Nardina

Wappen der Herren von Perg

Am 18. Jänner 853 schenkte Grenzgraf Wilhelm I. (Markgraf der Awarenmark, Marcha orientalis) dem Kloster Sankt Emmeram in Regensburg seine Gebiete zwischen den Flüssen Aist und Naarn.
Der Herrensitz in der Ortschaft Aisthofen auf dem Gebiet der Katastralgemeinde Weinzierl war Mittelpunkt und Verwaltungssitz des jahrhundertelang so genannten Regensburger Luß, dem zwischen Aist und Naarn gelegene Teil der Riedmark. Auch der westliche Teil des Perger Gemeindegebietes mit den Ortschaften Perg, Zeitling, Lanzenberg, Weinzierl und Aisthofen gehörte zu diesem Gebiet. Als kirchliches Zentrum diente die karolingische Kirche zum Heiligen Michael im Dorf Naarn. In der Ebene zwischen Perg, Naarn und Mauthausen wurden um 900 die vordringenden Magyaren von Markgraf Liutpold in einer Reiterschlacht besiegt.
Wenige Jahre später, im Jahr 907, fand Markgraf Luitpold im Kampf gegen die Magyaren bei Pressburg den Tod und die Ungarn rückten bis zum Traunfluss vor. Das Machland und die Riedmark kamen vorübergehend unter die Oberhoheit der Ungarn. Die dort ansässige Bevölkerung zog sich in die zum Teil noch menschenleeren Gebiete des Nordwaldes zurück. Aus dieser Zeit stammen die sogenannten Erdställe, wie zum Beispiel der Erdstall Ratgöbluckn in Perg. Erst der Sieg König Ottos I. auf dem Lechfeld bei Augsburg 955 bannte die ungarische Bedrohung dauerhaft.
Leopold I. wurde in den 960er-Jahren mit der Befriedung der Mark an der Donau betraut und 976 zum Markgrafen ernannt. Die Mark gilt als Kernland Österreichs und reichte vom Erlabach östlich der Enns beiderseits der Donau bis vor den Wienerwald im Osten. Auch Teile der Riedmark, zu der damals auch das Machland gehörte, gehörten dazu. 985 wurde auf einer Synode des Bistums Passau Nardina (Naarn) als Zehentort für das Besiedlungsgebiet zwischen Aist und Naarn festgelegt. Die Markgrafschaft gehörte zum Herzogtum Bayern, das Teil des deutschen Reiches unter König Otto I. und Otto II. war. Es war dies eine Zeit der Gebietszuwächse u. a. auch in der Riedmark, wo sich Kolonisten ansiedelten. 996 ist erstmals beurkundet, dass die Gegend vom Volk Ostarrichi (Österreich) genannt wurde.
Die schriftlich belegbare Geschichte der heutigen Ortschaft und Katastralgemeinde Pergkirchen begann mit dem Auftreten der Herren von Perg und Machland etwa ab 1050. Perg und Pergkirchen verdanken ihren Namen diesem hochfreien und adeligen Geschlecht, das um etwa 1000 aus dem Chiemgau in diese Gegend gezogen war. Ein Ahnherr der Perger mit Vornamen Pero (1030–1060) hatte seine Burg neben der Eigenkirche Perokirchen, die mit dem heutigen Pfarrhof von Pergkirchen ident sein dürfte, errichtet. Seine Erben waren Rudolf und Walchun von Perg. Sie sollen eine Vogtburg Perg oberhalb von Perg errichtet und die Verwaltung ihrer Vogteien von Aisthofen dorthin verlegt haben. Herzog Leopold III., der Heilige, war um 1100 in erster Ehe mit einer Tochter der Herren von Perg verheiratet und gebar diesem zwei Söhne, wobei einer früh starb und der andere, Adalbert, lange Zeit als logischer Nachfolger seines Vaters als Markgraf galt.
Am 24. April 1088 weihte Bischof Altmann von Passau die Kirche in Pergkirchen dem Hl. Martin. Der Urkunde sind jene Güter, Wälder und Weingärten zu entnehmen, die Rudolfus de Perge und seine Gattin Gysela sowie zahlreiche ihrer Gefolgsleute an die neue Kirche gaben. Am 25. März 1142 weihte Reginbert von Hagenau, Bischof von Passau, die Kirche zu Pergenkirchen und gestattete, dass alle eigenen Leute des Edlen Adalramus de Perge zwischen Naarnfluss und Tobrabach in dieser die Taufe empfangen und im dortigen Friedhof begraben werden. Dies gilt als Gründungsjahr der Pfarre Pergkirchen. Der letzte Vogt von Perg, Friedrich II., starb am 15. Juli 1191 in Antiochia auf dem 3. Kreuzzug.

### 13. bis 17. Jahrhundert
Perg wird Markt und Pfarre, Beginn der Perger Mühlsteinindustrie

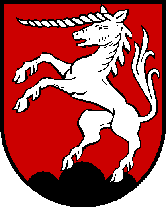
Wappen der Stadt Perg

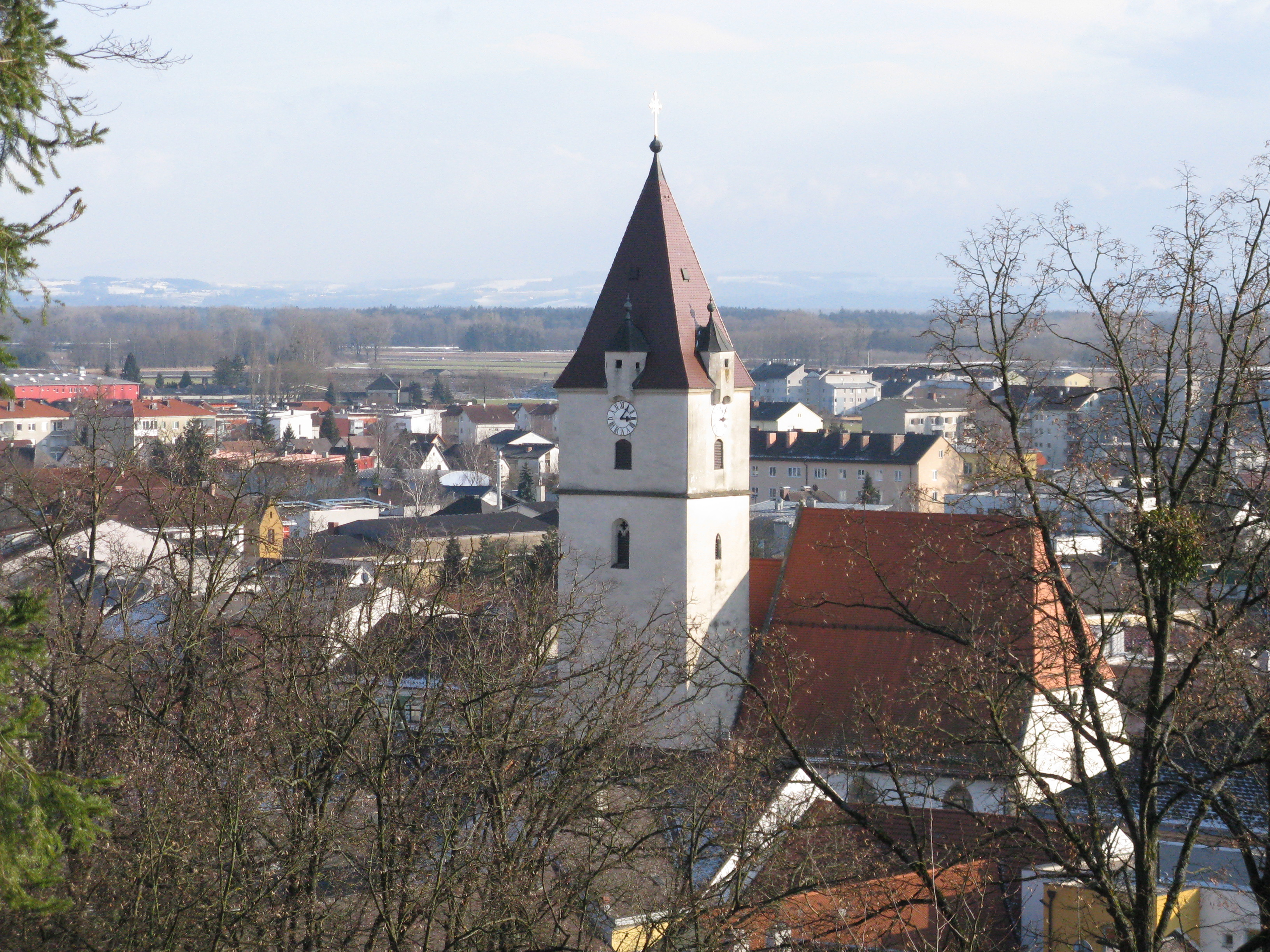
Stadtpfarrkirche Perg

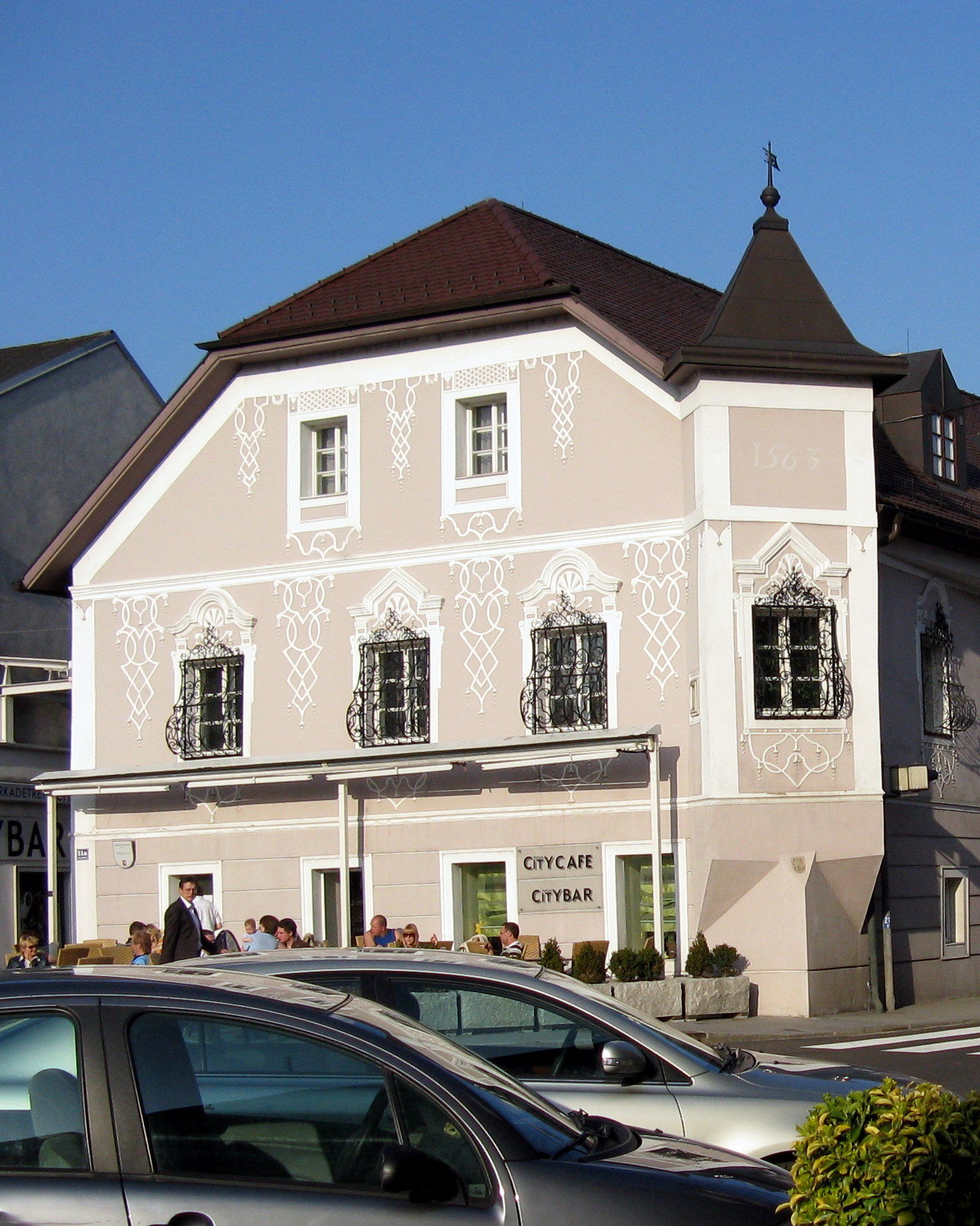
Seifensiederhaus aus 1563

Ende des 12. oder in die erste Hälfte des 13. Jahrhunderts erfolgte die Gründung von Perg, das über einen rechteckigen Hauptplatz als Charakteristikum babenbergischer Markt- und Stadtgründungen verfügt.
Die wahrscheinlich von den Herren von Perg erbaute Burg Mitterberg auf dem Ortsgebiet von Pergkirchen fiel nach deren Aussterben spätestens 1218 an die Babenberger und wurde zur größten Burganlage des Mühlviertels ausgebaut. Sie war nach der Burg Schaunburg (Gemeinde Hartkirchen) die zweitgrößte Burg im Gebiet des heutigen Oberösterreich. Von 1277 bis 1491 war die Burg Mitterberg der Sitz des Landgerichtes Machland. Lehensnehmer waren in dieser Zeit die Kapeller, die Liechtensteiner, die Prager und die Prüschenk.
König Ottokar von Böhmen, damals auch Herzog von Österreich, verlieh am 27. Juli 1269 zu Piezkam den Bürgern von Perg die gleichen Handelsvorrechte zu Wasser und zu Land, wie sie die Bürger von Enns, Linz und anderen Städten bereits genossen (Markterhebung von Perg). 1280 wurde bereits ein judicium (Marktgericht) für Perg beurkundet. Im mittelalterlichen Markt Perg spielte die Bürgerschaft (unter anderem die bedeutenden Zünfte der Mühlsteinbrecher, Steinmetze und der Hafner) eine wichtige Rolle.
1291 bzw. 1293 wurden die Ortschaften Lanzenberg und Zeitling, beide in der Katastralgemeinde Weinzierl, erstmals urkundlich erwähnt und 1294 wurde ein erster Besitzer von Schloss Auhof als landesfürstliches Lehnsnehmer genannt.
1349 starben ein Drittel der Bewohner von Perg an der Pest.
Die erstmalige Erwähnung der Perger Stainprecher erfolgte 1391 in einem Ratsprotokoll von Freistadt. Der Markt Perg verdankt seine Entstehung und Blüte vor allem der Mühlsteinindustrie. Die Perger Mühlsteine gelangten in ganz Mitteleuropa zur Verbreitung. Die Zunft der Mühlsteinbrechermeister umfasste 30 bis 40 Perger Bürger samt ihren Gehilfen und bestand bis 1859.
1470 brannte Perg im Zusammenhang mit dem Feldzug Wilhelms von Puchheim ab. Dies nachdem im 15. Jahrhundert Perg wahrscheinlich bereits während der Hussiteneinfälle im Mühlviertel in den Jahren 1428 und 1442, wie andere Orte, niedergebrannt worden war. Ab 1489 wurde in Perg der Jakobimarkt jährlich am Tag des Kirchenpatrons abgehalten. Ab 1490 gehörte Perg zum Fürstentum Österreich ob der Enns. 1501 bis 1519 wurde die Hauderer-Straße erbaut (Vorläufer der B 3). Ab 1524 wurde in Perg der Michaelimarkt eingeführt, der zuvor in Au an der Donau bestand.
1416 war die Jakobkapelle wahrscheinlich an Stelle einer zuvor dort befindliche Holzkirche errichtet worden. Sie bildete später das Presbyterium für die Pfarrkirche (Hl. Jakob, Schutzpatron von Perg). Diese Kirche besaß bereits einen Friedhof, der jedoch bald zu klein wurde. 1518 verlegten die Perger den Perger Friedhof weg von der Kirche am Hauptplatz in die heutige Linzer Straße und dieser wurde 1522 gemeinsam mit der zu dieser Zeit gebauten Sebastianikirche eingeweiht.
Die Pfarre Perg entstand 1542 durch Abtrennung von der Altpfarre Naarn. Hieronymus Vereallus, Bischof und päpstlicher Legat (ident mit Verallo Girolamo, * 1497; † 1555), erteilte am 15. Oktober zu Wien der Filialkirche Perg pfarrherrliche Rechte. Ebenfalls 1542 wurde eine Stiftung für die Errichtung eines Bürgerspitals ins Leben gerufen, das Spital konnte 1554 eröffnet werden. In der Perger Pfarrchronik wurde ein Schulmeister in Perg erwähnt. Im Pergkirchner Pfarrurbar von 1553 ist bereits eine Schule mit dazugehörigen Liegenschaften im Dorf Pergkirchen angeführt.
1563 wurde das älteste erhalten gebliebene Bürgerhaus, das Seifensiederhaus errichtet. Es war eines von etwa 80 Häusern, aus denen Perg damals bestand. 1579 brach durch Unvorsichtigkeit ein Brand im Haus des Sattlers aus, dem mehrere Stadeln von Perger Bürgern zum Opfer fielen. Der Sattler musste Schadenersatz leisten. Nach diesem Brand wurden vom Marktrichter bei verschiedenen Anlässen Brandschutzmaßnahmen bei den Häusern und Betrieben verordnet und feuergefährliche Arbeiten im Ort verboten. Ab 1583 gab es in Perg jeden Mittwoch den Getreidemarkt. Aus diesem Jahr stammt auch der Perger Pranger aus Granit als äußeres Zeichen der Marktgerichtsbarkeit.
Im Markt Perg spielte die Reformation keine besondere Rolle, es gab in der Pfarre Perg keine protestantischen Pfarrer. Leonhard Lanß, der Vater von Thomas Lanß, dem späteren Professor am Collegium Illustre in Tübingen, dürfte Protestant gewesen sein, da er seinen Sohn an die Evangelische Landschaftsschule nach Linz schickte. Die Pfarre Pergkirchen gehörte im 16. Jahrhundert zur Herrschaft Windhaag. Da der Vogtherr, Friedrich von Prag, protestantisch war, bestellte er in seinen Pfarren, also auch in Pergkirchen wahrscheinlich ab 1558, spätestens aber ab 1574 protestantische Pfarrer. Diese hatten beträchtlichen Zulauf auch aus entfernteren Gemeinden, da es in der Gegend nur wenige Pastoren gab. 1624 mussten alle protestantischen Prediger und Schulmeister abdanken und das Land verlassen. Die Pergkirchner wurden wieder katholisch gemacht.
1681 wütete die Pest in Perg, 1684 in Pergkirchen.

### 18. und 19. Jahrhundert
Errichtung der Katastralgemeinden Perg, Pergkirchen und Weinzierl, Perg wird Bezirkshauptort

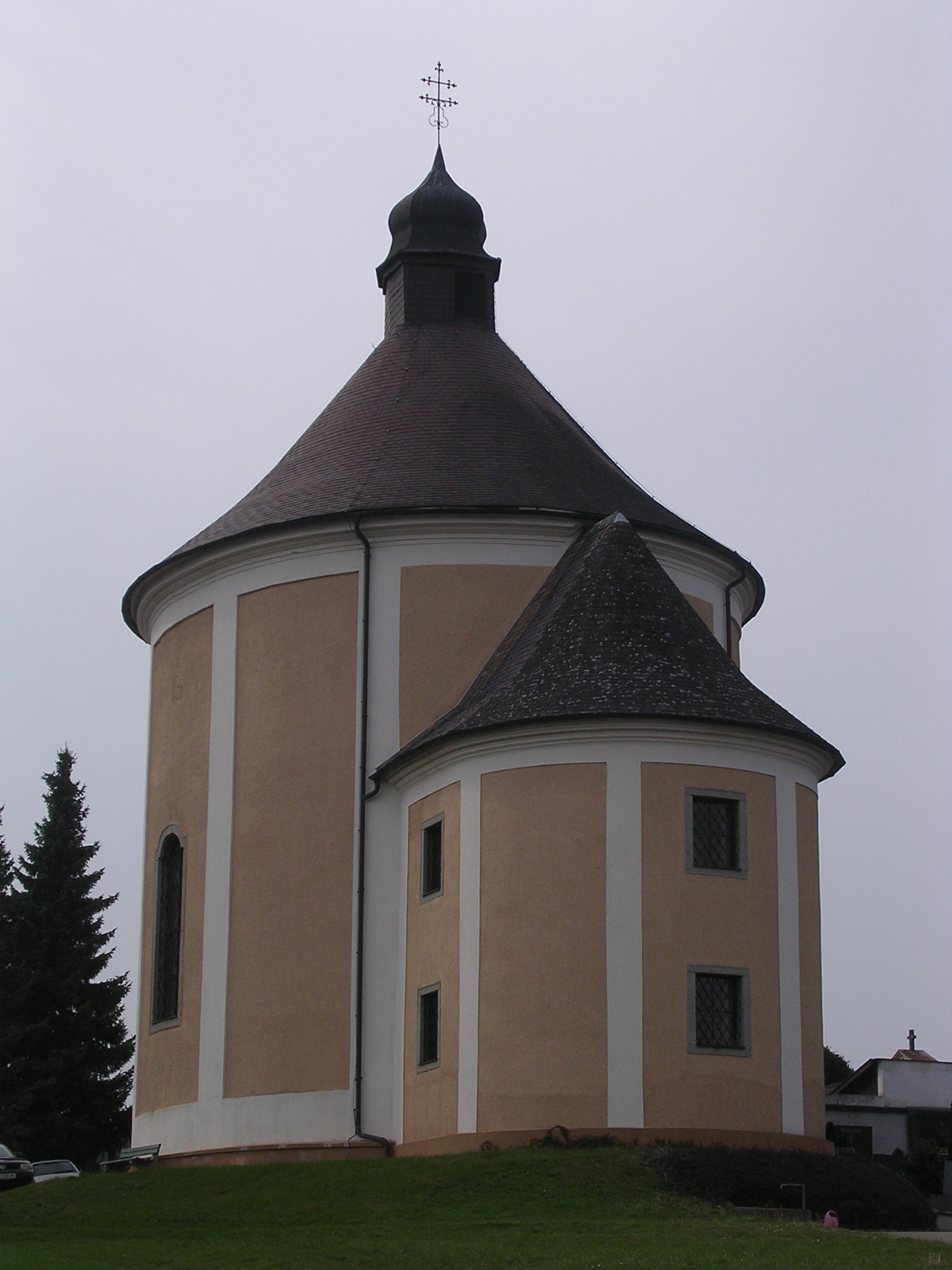
Perger Kalvarienbergkirche

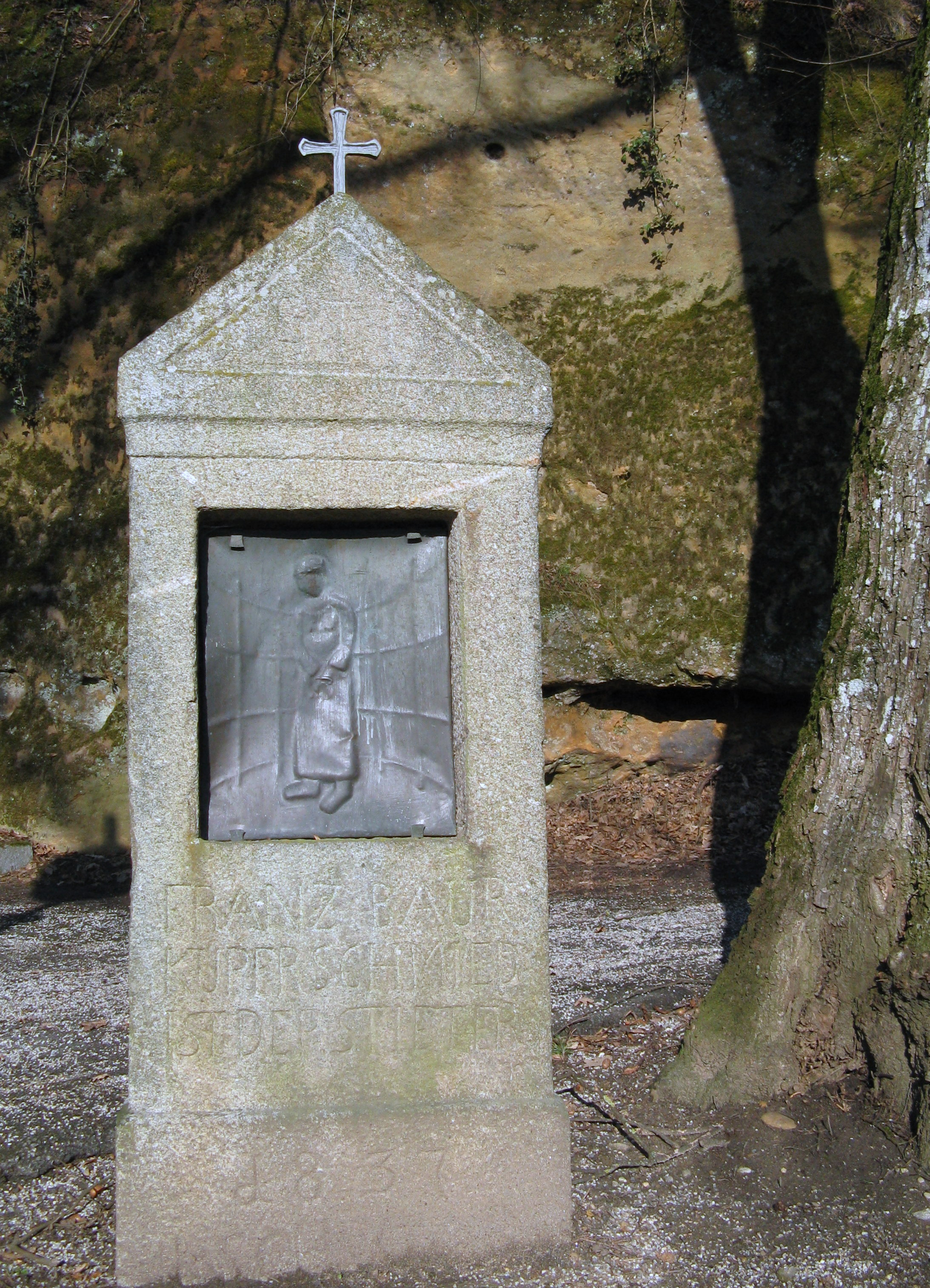
Kreuzwegstation aus 1837

- 1708: Feuersbrunst mit verheerenden Schäden an Kirche, Pfarrhof, Schulhaus und 120 (nach anderer Quelle 108) Häusern
- 1727 wurde die Kreuzigungsgruppe auf dem Kalvarienberg errichtet und ab 1734 begann man mit der Errichtung der Perger Kalvarienbergkirche
- 1776 wurde die Perger Au entsumpft und die Naarn erstmals reguliert. Die entstandenen Grundstücke wurden den Perger Bürgern zugeteilt
- 1784: Kaiser Josef II. verfügte die Errichtung von Steuer- und Katastralgemeinden. Es wurden die Gemeinden Perg, Pergkirchen und Weinzierl geschaffen. Jede dieser Katastralgemeinden, die bis zum heutigen Tage bestehen, erhielt ein eigenes Grundbuch.
- 1802: Bei einem Großbrand werden 42 (oder 44) Häuser und 10 Stadeln vernichtet.
- Während der Napoleonischen Kriege war Perg mehrfach besetzt. Beispielsweise waren 1809 600 Soldaten der napoleonischen Armee in Perg einquartiert, für deren Verköstigung die Perger Bürger aufkommen mussten.
- 1830 wurde in der Lebinger Straße 2 ein erstes Schulgebäude in Perg errichtet.
- 1837 stiftete Franz Paur, der Großvater des späteren Perger Bürgermeisters Johann Paur, die Kreuzwegstationen aus Granit auf dem Weg zur Kalvarienbergkirche
- Mit 1. Jänner 1850 ging die politische Verwaltung an die neuerrichteten Bezirkshauptmannschaften über. Diese kam erst 1868 von Grein nach Perg.
- 1864 entstand die Marktkommune Perg als Rechtsnachfolger des Gemeinschaftsvermögens der Perger Bürger. Im gleichen Jahr wurde die Sparkasse der Marktkommune Perg gegründet.
- 1868 verpflichtete sich die Marktkommune Perg, das zweistöckige Bezkrksamtsgebäude für die Unterbringung der Bezirkshauptmannschaft, die Naturalwohnung des Bezirkshauptmannes sowie des k.k. Steueramtes unentgeltlich und unwiderruflich zu überlassen.
- 1873 gründete Karl Terpinitz die Freiwillige Feuerwehr Perg.
- 1875 vernichtete ein Brand das Rathaus und 8 Häuser. Das neue Rathaus wurde 1876 eröffnet.
- 1879 Bau der Badeanstalt Schwimmschule an der Naarn und 1881 Anlage des Stephaniehains.
- 1884 Anton Bruckner widmete den Pergern ein Musikstück, das Perger Präludium.
- 1885 wurde die Kapelle in Aisthofen als Erinnerung an den großen Dorfbrand errichtet
- 1892 erhielt Perg eine neue Volksschule, der Friedhof wurde von der Linzer Straße auf den Kalvarienberg verlegt und die Kleinkinderbewahranstalt eröffnet.
- 1897 wurde mit dem Bau der Bahnstrecke Mauthausen-Grein begonnen und nach einjähriger Bauzeit am 3. Juli 1898 der Betrieb eröffnet. Zuerst fuhren die Züge nur von Mauthausen bis Grein, ab 1. Oktober 1998 von St. Valentin nach Grein. Ursprünglich bestand seit 1872 eine mittels Dampflokomotive betriebene Bahnverbindung von St. Valentin über Mauthausen und Freistadt nach Budweis. Die Bahnstrecke war zunächst eine Lokalbahn, ging mit 1. Jänner 1939 an die Österreichischen Bundesbahnen über.
- 1900 wurde in Pergkirchen eine örtliche Raiffeisenkasse gegründet, die durch Sitzverlegung nach Perg und Zusammenschluss mit benachbarten Genossenschaften zur bedeutendsten Raiffeisenbank des Bezirkes Perg wurde.

### 20. Jahrhundert
Zusammenfassung der Gemeinden Perg, Pergkirchen und Weinzierl zur Gemeinde Perg, Perg wird zur Stadt

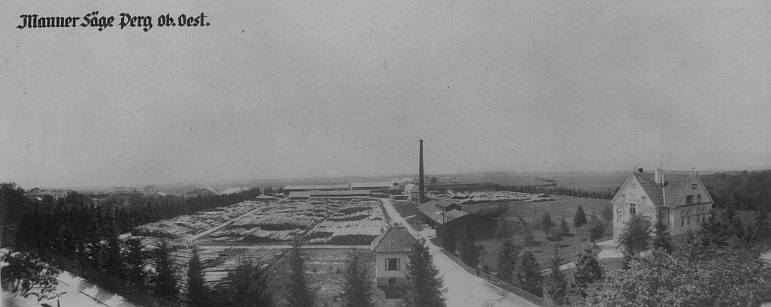
Sägewerk Manner in Perg, Linzerstrasse, gegründet 1911

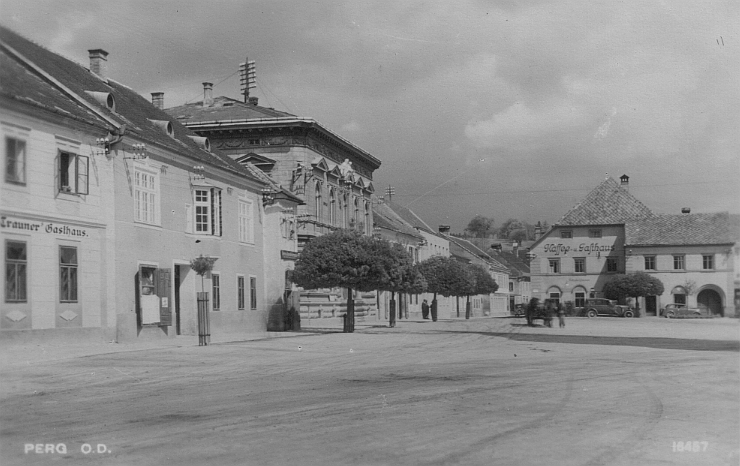
Perger Hauptplatz um 1930

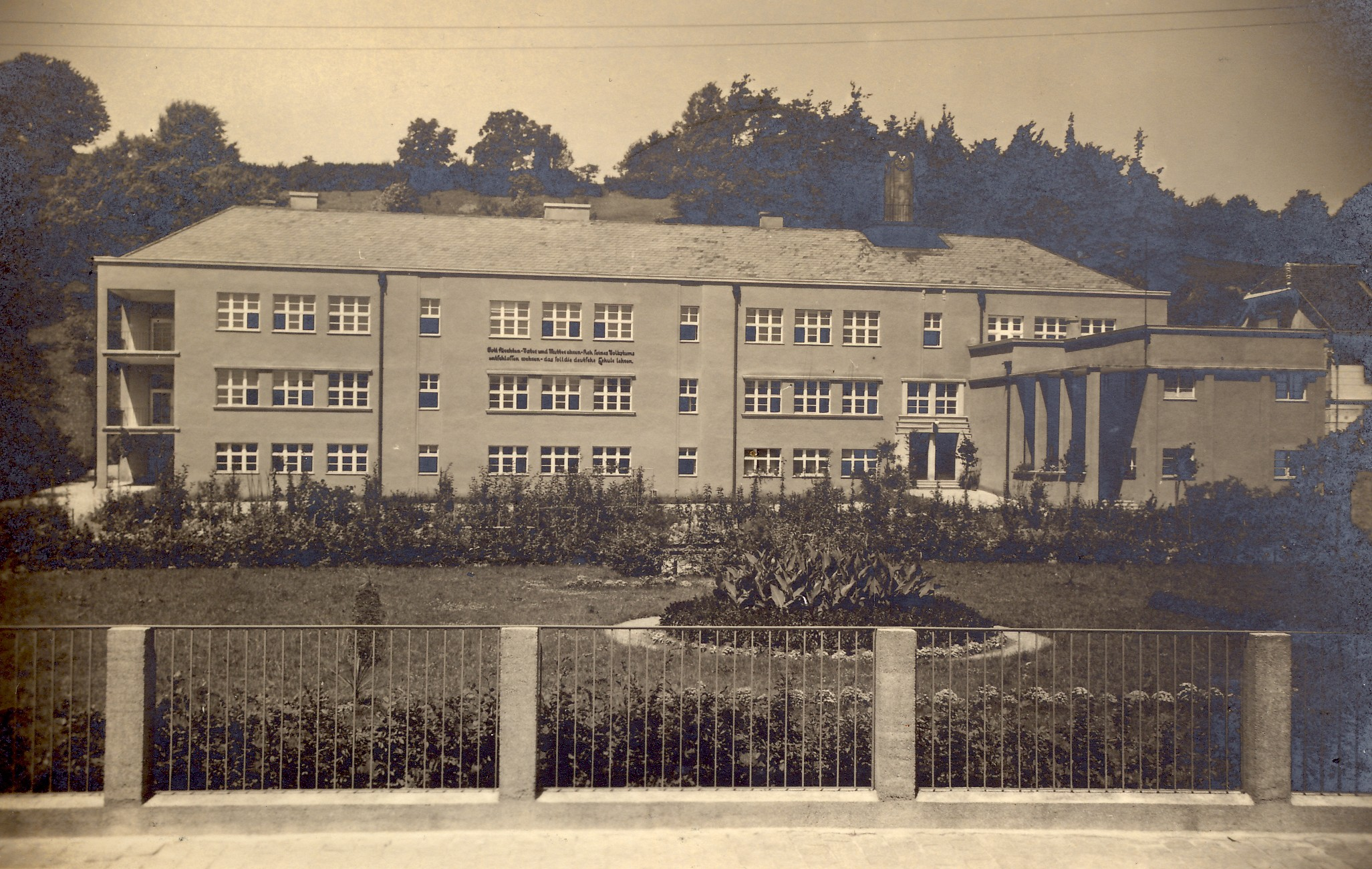
Hauptschule Perg 1931

- 1905 wurde die Freiwillige Feuerwehr in Pergkirchen gegründet
- 1907 wurde die Naarntalstraße gebaut. Sie ist 15 km lang und steigt von Perg bis zur Steinbruckmühle beim Zusammenfluss der Großen und der Kleinen Naarn um 230 m auf 480 m. Vorher war das Naarntal eine undurchdringliche Wildnis.
- 1911 ging das Elektrizitätswerk der Gemeinde Marktgemeinde Perg in der Kegelschmiede in Betrieb und die Mannersäge wurde gegründet.
- 1914 wurde die Sanitätsabteilung der Freiwilligen Feuerwehr gegründet (Rotes Kreuz).
- 1918: Im Ersten Weltkrieg hat die Pfarrgemeinde Perg 78 und die Pfarrgemeinde Pergkirchen 16 Tote und Vermisste zu beklagen.
- 1921 wurde in Perg im 1. Stock des Gasthauses Seyr die dreijährige Bürgerschule eingerichtet und von Knaben und Mädchen aus Perg und den umliegenden Orten besucht.
- 1921: Weil zu wenig Kleingeld in Umlauf ist, wurden von den Gemeinden Gutscheine im Wert von 10, 20 und 50 Heller gedruckt.
- 1929 wurde Perg Standort für eine Hauptschule mit neuem Gebäude.
- Nach dem Anschluss Österreichs an das Deutsche Reich am 13. März 1938 gehörte der Ort zum Gau Oberdonau,
- 1938 (1. November) wurden die Dorfgemeinden Weinzierl und Pergkirchen der Gemeinde Perg angeschlossen. Die beiden nunmehrigen Ortsteile von Perg waren seit 1848 eigene Gemeinden, zuvor ab 1784 schon Katastral- und Steuergemeinden.
- 1939–1945 mussten 230 Perger Bürger ihr Leben auf den Schlachtfeldern des Zweiten Weltkrieges lassen. Auf dem Perger Friedhof wurde ein Abteil für Soldaten der Roten Armee eingerichtet, die 1944 bis 1955 (Ende der Besatzungszeit) in Perg starben. Perg befand sich 1945 kurz in der amerikanischen und dann bis 1955 in der sowjetischen Besatzungszone. Mit Ende des Krieges beginnt für Perg eine große Zeit des wirtschaftlichen Aufbruchs, zunächst noch gehemmt durch die Besatzungsmacht.
- 1952 begann das in Schwertberg seit 1922 ansässige Bergbau-Unternehmen Kamig Österreichische Kaolin- und Montanindustrie AG Nfg. KG, in der Ortschaft Weinzierl mit dem Abbau von Kaolin in Tagebau-Technik. In Aisthofen (Gemeinde Perg) befinden sich sowohl Aufbereitungs- und Siloanlagen als auch ein Verwaltungsgebäude mit der aktuellen Firmenadresse.
- 1954 errichtete das Elektrizitätswerk der Marktgemeinde Perg ein weiteres Kraftwerk am Standort Aschermühle, im gleichen Jahr gab es die größte Hochwasserkatastrophe des 20. Jahrhunderts, wobei auch an der Naarn enorme Überflutungen mit beträchtlichen Schäden hingenommen werden mussten.
- 1955 wurde die Ing. Erich Halatschek & Co OHG gegründet, diese ist heute der größte Arbeitgeber von Perg und der fünftgrößte Baukonzern Österreichs mit 2.800 Mitarbeitern an zahlreichen Standorten im In- und Ausland
- 1958 wurde die Marktkommune endgültig aufgelöst, nachdem eine Verteilung des Gemeinschaftsvermögens der Perger Bürger unter Einbeziehung der Marktgemeinde Perg stattgefunden hatte.
- 1959 Erweiterung des Friedhofes auf dem Kalvarienberg
- 1966 errichtete Manner ein Zweigwerk für die Erzeugung von Süßwaren in Perg und beschäftigt etwa 80 Mitarbeiter
- 1967 wurde mit der Einrichtung eines Oberstufenrealgymnasiums im 1. Stock des Gasthauses Seyr die Entwicklung von Perg als Schulstadt beziehungsweise Schul- und Ausbildungszentrum mit überregionaler Bedeutung eingeleitet. Es folgten 1971 die Handelsschule und -akademie, 1973 die Hauptschule 2, 1977 eine Höhere Lehranstalt für wirtschaftliche Frauenberufe sowie eine Polytechnische Schule. Vorläufig abgeschlossen wurde die Entwicklung 2001 mit der Aufnahme des Unterrichtes in der Höheren technischen Bundeslehranstalt. Sämtliche angeführten Schulen verfügen nunmehr über eigene Gebäude und werden selbständig geführt.
- 1969 (genau 700 Jahre nach der Markterhebung 1269[12]) erfolgte die Stadterhebung.
- 1978 errichtete das Elektrizitätswerk der Stadtgemeinde Perg ein weiteres Kraftwerk am Standort Toitschmühle.
- 1979 wurde der Kindergarten II in der Haydnstraße eröffnet.
- 1984 wurde das Seniorenheim des Sozialhilfeverbandes Perg eröffnet.
- 1985 errichtete das Elektrizitätswerk der Stadtgemeinde Perg ein weiteres Kraftwerk am Standort Schartmühle, der Abbau von Kaolin in Weinzierl wurde eingestellt.
- 1985 wurde in einem Gebäudeteil der Bezirkssporthalle ein Jugendzentrum eingerichtet.
- 1988 Mit der bayerischen Stadt Schrobenhausen wurde eine auf einer historischen Begebenheit beruhende Städtepartnerschaft geschlossen.
- 1989 wurde Essen-auf Rädern eingerichtet, um hilfsbedürftige Menschen täglich mit warmem Essen zu versorgen.

Wappen der Stadt Schrobenhausen

- Seit September 1989 besteht zwischen Perg und der oberbayerischen Stadt Schrobenhausen eine Städtepartnerschaft. Der Kontakt zwischen den Städten basiert auf historischen Umständen. Der aus Perg stammende Seilermeister Martin Neugschwendner trug dazu bei, Schrobenhausen im spanischen Erbfolgekrieg 1704 vor Kriegsschäden zu bewahren.
- 1992 begann mit der Eröffnung eines Kindergartens die öffentliche vorschulische Kinderbetreuung in Pergkirchen
- 1992 wurde erstmals das „Perg-Fest“ veranstaltet
- 1994 wurde das Einsatzzentrum von der Freiwilligen Feuerwehr Perg und dem Roten Kreuz bezogen.
- 1996 wurde das Machland-Stadion eröffnet.
- 1997 sind nach jahrzehntelanger Aufteilung auf mehrere Gebäude alle Abteilungen des Finanzamtes Perg wieder in der Herrenstraße 20 und 22 untergebracht.
- Ende der 1990er-Jahre errichtete das Elektrizitätswerk der Stadtgemeinde Perg ein Blockheizkraftwerk im Freizeit- und Schulzentrum

### 21. Jahrhundert
- 2002 war Perg vom Doppel-Hochwasser betroffen, wobei katastrophale Überflutungen sowohl an der Naarn als auch an ihren Zubringern stattfanden und beträchtliche Schäden an Straßen, Uferbefestigungen, Kraftwerksanlagen und Druckrohrleitungen usw. entstanden.
- 2003 wurde das Technologiezentrum eröffnet.
- 2004 ist das Gründungsjahr der Perger Faschingsgilde.
- 2004 wurde das Finanzamt Perg mit den Finanzämtern Steyr und Kirchdorf zum Finanzamt Kirchdorf-Perg-Steyr fusioniert.
- 2004 wurde in Perg erstmals eine Krabbelstube für die Betreuung von Kleinkindern eingerichtet.
- 2007 richtete der Sturm „Kyrill“ beachtliche Schäden im Gemeindegebiet an.
- 2008 wurde der Münzbacher Zubringer eröffnet.
- 2012 wurde das Amtsgebäude in der Herrenstraße 20 und 22 abgerissen und durch ein modernes Wohn- und Geschäftshaus (Stadthaus) ersetzt. Die Finanzverwaltung ist im ersten und zweiten Stock des Gebäudes untergebracht. Das Finanzamt bearbeitet in zwei Teams mit insgesamt 35 Mitarbeitern jährlich ca. 7.000 Familienbeihilfenanträge, 45000 Bewertungsakten, 30.000 Arbeitnehmerveranlagungen 450 Betriebsprüfungen, Nachschauen und Erhebungen sowie 9.000 betriebliche Veranlagungen.